# Skäfthammars distrikt
Skäfthammars distrikt är ett distrikt i Östhammars kommun och Uppsala län. 
Distriktet ligger sydväst om Östhammar. 

## Tidigare administrativ tillhörighet
Distriktet inrättades 2016 och utgörs av socknen Skäfthammar i Östhammars kommun.
Området motsvarar den omfattning Skäfthammars församling hade vid årsskiftet 1999/2000.